# Медная кровля
Медная кровля — кровля, выполненная с применением кровельной меди толщиной от 0,55 мм до 1 мм. Основной вид медной кровли — фальцевая медная кровля, у которой листы кровельной меди скрепляются между собой фальцевыми замками (фальцами) различных типов. Другие виды медной кровли (например медная чешуя или медная металлочерепица) не получили широкого распространения.
Сразу после укладки медная кровля имеет золотисто-красный цвет, однако со временем под влиянием воздуха медь быстро покрывается оксидной плёнкой, что приводит к её потемнению. Уже через несколько месяцев медная кровля перестаёт быть красно-золотистой и становится коричневой, со временем меняя свой цвет почти до чёрного. Процесс окисления (или по другому оксидирования) меди происходит неравномерно по всей поверхности, поэтому некоторые компании-производители кровельной меди предлагают уже готовую оксидированную медь, имеющую равномерный коричневый цвет.
По истечении нескольких десятков лет (зависит от климатических условий конкретной местности) медная кровля начинает приобретать малахитово-зелёный или бирюзово-зелёный оттенок (так называемую патину). В этом состоянии медная кровля находится все последующие годы. Производители кровельной меди предлагают несколько видов искусственно патинированной в заводских условиях меди.
Медная кровля не требует ухода или покраски, что значительно снижает расходы по её эксплуатации. За счёт антикоррозионных свойств меди, такой вид кровли может просуществовать более ста лет. Максимальный по сроку службы сохранившийся пример медной кровли — церковь Св. Михаэля в Хильдесхайме. Этой кровле 700 лет.